# Xiao Gong Ren
Xiao Gong Ren (in cinese 孝恭仁皇后; 1660 – 1723) è stata la moglie di Kangxi della dinastia Qing, nonché madre dell'imperatore della Cina Yongzheng.

## Biografia
Fa parte del gruppo dei Manciù. Suo padre  Weiwu (威武), era un comandante delle guardie.